# Нур Ахмед Еттемаді
Нур Ахмед Еттемаді (22 лютого 1921, Кандагар — 10 серпня 1979, Кабул) — державний діяч Афганістану.

## Біографія
Дід — сардар (принц, князь) Абдул Куддус, який отримав титул «етемад-од-дауля» («довіра держави»), що згодом став основою прізвища його нащадків. Батько — Гулам Ахмед.
Закінчив ліцей «Естекляль» в Кабулі.
- З 1943 року працював у міністерстві просвіти.
- З 1946 рок — заступник начальника протокольного відділу міністерства закордонних справ (МЗС).
- З 1947 — 1-й секретар посольства у Великій Британії.
- З 1949 року — 1-й секретар посольства у США.
- З 1953 — начальник економічного відділу МЗС, в. о. начальника інформаційного відділу МЗС, начальник 3-го політичного відділу МЗС.
- З 1962 року — генеральний секретар МЗС, потім заступник міністра закордонних справ.
- 1964 — член Комісії з підготовки проекту Конституції, учасник Лойя-джирги, на якій було прийнято нову Конституцію країни.
- З 1964 року — посол в Пакистані.
- У 1965–1967 роках — міністр закордонних справ в уряді Мухаммеда Хашема Майвандваля.
- У 1966–1967 роках — одночасно перший заступник прем'єр-міністра.
- У 1967—1971 — прем'єр-міністр та міністр закордонних справ. Відзначався кволістю у прийнятті рішень, намагався провести деякі економічні перетворення, які не були реалізовані через суперечності з консервативним парламентом.
- У 1971—1973 роках — посол в Італії.

Після усунення монархії 1973 року і встановлення режиму Мухаммеда Дауда залишився на дипломатичній службі.
- З 1974 року — посол в СРСР.
- З 1976 — посол в Пакистані.

### Арешт і загибель
Після державного перевороту 1978 (так званої Саурської — Квітневої — революції) був заарештований серед інших високопоставлених чиновників режиму Дауда. 1979 року був розстріляний.